# 基莱莱尔
基莱莱尔（希臘語：Κιλελέρ）是希腊色萨利大区拉里萨专区的市镇，行政中心为尼凯阿镇。市镇面积为976.3平方公里，2021年人口数量为18,070人。
现今范围的市镇设立于2011年地方政府改革中，由原5个市镇合并而成，原市镇则成为此市镇的5个市区。基莱莱尔市区（即原基莱莱尔市镇）的面积为147.350平方公里，2021年人口数量为1,719人。